# Malaxis thwaitesii
Malaxis thwaitesii är en orkidéart som beskrevs av Sigamony Stephen Richard Bennet. Malaxis thwaitesii ingår i släktet knottblomstersläktet, och familjen orkidéer.
Artens utbredningsområde är Sri Lanka. Inga underarter finns listade i Catalogue of Life.